# 임태정
임태정(1995년 4월 7일 ~ )은 대한민국의 수영 선수이다.

## 학력
- 신성고등학교

## 수상 내역
- 2013 경기도수영연맹 우수선수상
- 2014 MBC배 전국수영대회 남자일반부 배영 100m 2위
- 2014 제33회 대통령배 전국수영대회 남자 일반부 배영 200m 1위